# Liste der Kulturdenkmale in Weißensee (Thüringen)
In der Liste der Kulturdenkmale in Weißensee sind alle Kulturdenkmale der thüringischen Stadt Weißensee (Landkreis Sömmerda) und ihrer Ortsteile aufgelistet (Stand: 2006).

## Weißensee
Denkmalensembles
| Bild | Bezeichnung                                        | Lage    | Datierung | Beschreibung | ID |
| ---- | -------------------------------------------------- | ------- | --------- | ------------ | -- |
| BW   | Marktplatz und Runneburg als bauliche Gesamtanlage | (Karte) |           |              |    |

Einzeldenkmale
| Bild                                    | Bezeichnung | Lage                               | Datierung | Beschreibung | ID |
| --------------------------------------- | --- | ---------------------------------- | --------- | --- | -- |
| Fotos hochladen                         | Stadtmauer | (Karte)                            |           | |    |
| Direkt Bild zu diesem Denkmal hochladen | Aquädukt vom Helbekanal                                                                                             | Koordinaten fehlen! Hilf mit.      |           | |    |
| weitere Bilder Fotos hochladen          | Stadtkirche St. Peter und Paul mit Ausstattung, Glockenhaus und Kriegerdenkmal                                      | Kirchplatz 1 (Karte)               |           | |    |
| weitere Bilder Fotos hochladen          | Nikolaikirche mit Ausstattung und Friedhof mit Einfriedung, Tor und Portal                                          | Nikolaiplatz 8 (Karte)             |           | |    |
| weitere Bilder Fotos hochladen          | Runneburg, Burganlage mit Befestigung und sämtlichen ehemaligen Amts- und Wirtschaftsgebäuden einschließlich Schule | (Karte)                            | 1168      | |    |
| weitere Bilder Fotos hochladen          | Postsäule | Marktplatz (Karte)                 | 1780      | Kursächsische Postmeilensäule (Sonderform) Nr. 49 von 1780 vom Postkurs Leipzig-Kassel, Originalstandort am ehemaligen Obersee |    |
| BW                                      | Gasthaus Deutsches Haus, Hofanlage                                                                                  | Bahnhofstraße 2 (Karte)            |           | |    |
| BW                                      | Wohnhaus | Burgstraße 2 (Karte)               |           | |    |
| BW                                      | Wohnhaus | Burgstraße 3 (Karte)               |           | |    |
| BW                                      | Wohnhaus | Burgstraße 4 (Karte)               |           | |    |
| Fotos hochladen                         | Pfarrhof | Burgstraße 6 (Karte)               |           | |    |
| Fotos hochladen                         | Hofanlage | Burgstraße 8 (Karte)               |           | |    |
| Fotos hochladen                         | Wohnhaus | Burgstraße 26 (Karte)              |           | |    |
| BW                                      | Hofanlage | Fischerstraße 1 (Karte)            |           | |    |
| BW                                      | Hofanlage | Fischerstraße 18 (Karte)           |           | |    |
| Fotos hochladen                         | Fischerbrunnen | Fischertor (Karte)                 |           | |    |
| Direkt Bild zu diesem Denkmal hochladen | Grabstein des Märzkämpfers Karl Klein                                                                               | Friedhof                           |           | |    |
| weitere Bilder Fotos hochladen          | Turmwindmühle | Güntherstraße 3a (Karte)           |           | |    |
| Direkt Bild zu diesem Denkmal hochladen | Scheunenkirche | Hinter der Mauer 1                 |           | |    |
| BW                                      | Wohnhaus | Johannesstraße 15 (Karte)          |           | |    |
| BW                                      | Hofanlage | Landgräfin-Jutta-Straße 37 (Karte) |           | |    |
| BW                                      | Hofanlage | Landgräfin-Jutta-Straße 41 (Karte) |           | |    |
| BW                                      | Hofanlage | Landgräfin-Jutta-Straße 49 (Karte) |           | |    |
| Fotos hochladen                         | Hofanlage | Landgräfin-Jutta-Straße 53 (Karte) |           | |    |
| Direkt Bild zu diesem Denkmal hochladen | unterirdisches Kanalsystem mit alter Wasserkunst                                                                    | Marktplatz/Schillerstraße          |           | |    |
| Fotos hochladen                         | Gasthaus zum Goldenen Adler                                                                                         | Marktplatz 4 (Karte)               |           | |    |
| Fotos hochladen                         | Wohnhaus | Marktplatz 8 (Karte)               |           | |    |
| BW                                      | Wohnhaus | Marktplatz 11 (Karte)              |           | |    |
| Fotos hochladen                         | ehemaliges Standesamt                                                                                               | Marktplatz 17 (Karte)              |           | |    |
| Fotos hochladen                         | Wohnhaus | Marktplatz 20 (Karte)              |           | |    |
| Fotos hochladen                         | ehemalige Johanniter-Komturei, sogenannter Pfaffenhof                                                               | Marktplatz 21 (Karte)              |           | |    |
| weitere Bilder Fotos hochladen          | Rathaus | Marktplatz 26 (Karte)              |           | |    |
| BW                                      | alte Apotheke | Marktstraße 2 (Karte)              |           | |    |
| BW                                      | Hofanlage | Marktstraße 19 (Karte)             |           | |    |
| BW                                      | Hofanlage | Nikolaiplatz 9 (Karte)             |           | |    |
| BW                                      | Hofanlage | Nikolaiplatz 10 (Karte)            |           | |    |
| BW                                      | Hofanlage | Nikolaiplatz 11 (Karte)            |           | |    |
| BW                                      | Wohnhaus | Runneburg 5 (Karte)                |           | |    |
| Direkt Bild zu diesem Denkmal hochladen | vier Waidsteine, im Stadtgebiet                                                                                     | Koordinaten fehlen! Hilf mit.      |           | |    |

## Herrnschwende
Einzeldenkmale
| Bild                           | Bezeichnung                   | Lage                | Datierung | Beschreibung | ID |
| ------------------------------ | ----------------------------- | ------------------- | --------- | ------------ | -- |
| weitere Bilder Fotos hochladen | Kirche mit Ausstattung        | (Karte)             | 1750      |              |    |
| BW                             | Hofanlage                     | Im Dorfe 10 (Karte) |           |              |    |
| BW                             | Hofanlage                     | Im Dorfe 11 (Karte) |           |              |    |
| BW                             | Hofanlage                     | Im Dorfe 18 (Karte) |           |              |    |
| BW                             | Gewölbekeller in der Ortslage | (Karte)             |           |              |    |

## Nausiß
Einzeldenkmale
| Bild                                    | Bezeichnung            | Lage                 | Datierung | Beschreibung | ID |
| --------------------------------------- | ---------------------- | -------------------- | --------- | ------------ | -- |
| weitere Bilder Fotos hochladen          | Kirche mit Ausstattung | Im Dorfe (?) (Karte) |           |              |    |
| BW                                      | Gemeindebackhaus       | Im Dorfe (?) (Karte) |           |              |    |
| Direkt Bild zu diesem Denkmal hochladen | Mühlengehöft           | Im Dorfe 1           |           |              |    |
| BW                                      | Pfarrhaus              | Im Dorfe 42 (Karte)  |           |              |    |

## Ottenhausen
Einzeldenkmale
| Bild                           | Bezeichnung                                                        | Lage                  | Datierung | Beschreibung | ID |
| ------------------------------ | ------------------------------------------------------------------ | --------------------- | --------- | ------------ | -- |
| weitere Bilder Fotos hochladen | Kirche mit Ausstattung und historische Grabsteine auf dem Friedhof | Oberdorf (Karte)      |           |              |    |
| BW                             | Portal                                                             | Lindenstr. 58 (Karte) |           |              |    |
| BW                             | Torfahrt und Pforte                                                | Lindenstr. 64 (Karte) |           |              |    |
| BW                             | Hofanlage                                                          | Lindenstr. 75 (Karte) |           |              |    |
| BW                             | ehemaliges Pfarrhaus                                               | Oberdorf 13 (Karte)   |           |              |    |
| Fotos hochladen                | ehemaliges Gut                                                     | Oberdorf 1 (Karte)    |           |              |    |

## Scherndorf
Einzeldenkmale
| Bild                           | Bezeichnung            | Lage    | Datierung | Beschreibung | ID |
| ------------------------------ | ---------------------- | ------- | --------- | ------------ | -- |
| weitere Bilder Fotos hochladen | Kirche mit Ausstattung | (Karte) |           |              |    |

## Waltersdorf
Einzeldenkmale
| Bild                                    | Bezeichnung                                                         | Lage                     | Datierung | Beschreibung | ID |
| --------------------------------------- | ------------------------------------------------------------------- | ------------------------ | --------- | ------------ | -- |
| weitere Bilder Fotos hochladen          | Kirche mit Ausstattung, Kirchhof mit Einfriedung und Eingangsportal | Dorfstraße (Karte)       | 1713      |              |    |
| Direkt Bild zu diesem Denkmal hochladen | Portal an der Straße zur Kirche                                     | Dorfstraße               |           |              |    |
| BW                                      | Hofanlage                                                           | Dorfstraße 1 (Karte)     |           |              |    |
| BW                                      | Wohnhaus                                                            | Dorfstraße 13/14 (Karte) |           |              |    |
| BW                                      | Tor und Portal                                                      | Dorfstraße 15 (Karte)    |           |              |    |
| BW                                      | Hofanlage                                                           | Dorfstraße 23 (Karte)    |           |              |    |
| BW                                      | Tor                                                                 | Dorfstraße 24 (Karte)    |           |              |    |
| BW                                      | Hofanlage                                                           | Dorfstraße 39 (Karte)    |           |              |    |

## Quelle
- Landkreis Sömmerda. (Memento vom 1. Februar 2017 im Internet Archive; PDF; 160 kB) landkreis-soemmerda.de, Auszug aus dem Denkmalbuch des Landes Thüringen